# Viy (película de 1967)
Viy (titulada en inglés, Spirit of Evil o Vii; en ruso: Вий) es una película de de terror soviética de 1967 dirigida por Konstantín Yershov y Gueorgui Kropachov. Basada en la historia homónima de Nikolái Gógol, el guion de la película fue escrito por Yershov, Kropachov y Aleksandr Ptushkó. La película fue distribuida por Mosfilm, y fue la primera película de terror de la época soviética oficialmente rodada y estrenada en la URSS.

## Trama
Cuando el alumnado del seminario de Kiev es enviado a casa por vacaciones, tres de ellos se pierden en el camino en medio de la noche. Al apreciar una granja en la distancia, se dirigen allí, preguntando a la anciana que aparece en la puerta si pueden pasar la noche. Está de acuerdo, a condición de que cada uno duerma en áreas separadas de la granja. Cuando uno de ellos, Khoma Brutus, se acomoda en el establo para dormir, la mujer vieja se le acerca e intenta seducirle, a lo que él se niega. Entonces lo hechiza haciendo que se tienda de bruces para ella subirse a su espalda. Luego salen al campo corriendo como si él fuera su caballo. Khoma de repente descubre que están volando y se da cuenta de que es una bruja. Exige que le baje y, apenas aterrizan, agarra la escoba de la vieja y la golpea furioso. Ella llora diciendo que se está muriendo y al mirarla, ve que se ha convertido en una hermosa joven. Horrorizado, sale corriendo de regreso al seminario. Por la mañana, el rector le reclama. Le dice a Khoma que un rico cosaco tiene una hija agonizando y necesita oraciones para su alma, y que ella específicamente ha pedido a Khoma por su nombre. Él se niega a ir, pero el rector le amenaza con una paliza pública, por lo que cede y parte en el carro de los sirvientes que esperan, descubriendo que se dirigen a la granja donde conoció a la bruja. La chica muere justo antes de su llegada y para su horror, se da cuenta de que es la bruja, y que él es la causa de su muerte (pero no se lo dice a nadie). El padre de la chica le promete una gran recompensa si permanece en vela y orando por su alma las próximas tres noches. Si no lo hace, insinúa un grave castigo. Después de los ritos funerarios y el traslado del cuerpo a la capilla, Khoma se da cuenta de que todos sospechan que la joven era una bruja. Al anochecer, es acompañado a la capilla y encerrado para pasar la noche.
Apenas Khoma entra, varios gatos corren por el suelo a sus pies. Enciende todas las velas de la capilla para su comodidad, y luego empieza a recitar las oraciones por el alma de la chica. Hace una pausa para aspirar tabaco, pero el rapé le hace estornudar, la chica abre los ojos y se baja del ataúd, buscándole a ciegas (aparentemente, puede oír pero no ver). Deprisa, el seminarista dibuja un círculo de tiza a su alrededor y este actúa como una barrera invisible con la que choca la mujer— la noche pasa con Khoma rogando fervientemente y la chica tratando de llegar a él. Cuando el gallo canta al alba, la joven regresa al ataúd y todas las velas se apagan.
Los hombres de la propiedad del hombre rico, quienes escoltan a Khoma hasta la capilla, abren, lo rodean y le preguntan qué ha pasado de noche, a lo que él responde, "No mucho. Solo algunos ruidos."
Khoma se pasa el día bebiendo para fortalecerse para la segunda noche. Esta vez, al entrar una bandada de pájaros vuelan fuera del ataúd, sorprendiéndolo y haciéndole correr hacia la puerta, que es cerrada por uno de los sirvientes del hombre rico. Khoma regresa al facistol de oración portátil y se lleva un susto cuando un pájaro vuela fuera de su libro de oraciones al abrirlo. Dibuja el círculo sagrado otra vez y empieza las oraciones. El ataúd se eleva en el aire y golpea contra la protección invisible del círculo sagrado, provocando que Khoma, presa del pánico, clame a Dios que le proteja. La tapa del ataúd salta, y la chica se sienta y otra vez empieza a buscarlo a ciegas, pero una vez más, no le puede ver o alcanzar. El ataúd continúa volando alrededor de la habitación con la chica de pie llamando a Khoma por su nombre. Cuando el gallo canta, el ataúd regresa a su sitio y la chica se acuesta, pero su voz se oye lanzando una maldición a Khoma, cuyo cabello se vuelve gris. Los hombres del rico cosaco le tienen que ayudar a levantarse del suelo y salir de la capilla, colocando un sombrero en su cabeza. Ya en la era de la granja, Khoma reclama música y empieza a bailar frenético mientras un joven muchacho toca la flauta. Se saca el sombrero, y todos los criados pueden ver su cabello gris. Pide hablar con su señor, diciendo que no quiere rezar más en la capilla.
Khoma es llevado junto al hombre rico, al que intenta explicar qué ha pasado en la capilla y suplicando que lo deje marchar, pero el anfitrión le amenaza con mil latigazos si se niega— y mil piezas de oro si  tiene éxito. A pesar de ello, Khoma intenta huir aprovechando el descanso de los sirvientes, pero toma un camino equivocado y se topa con los hombres del hombre rico, que le devuelven a la granja.
Regresa a la capilla por tercera noche, totalmente borracho, pero todavía recuerda dibujar el círculo sagrado antes de empezar las oraciones. La chica se sienta en el ataúd y empieza a maldecirle, causándole visiones de esqueletos andantes y manos fantasmales. Invoca a varias figuras horrendas para atormentarlo, pero tampoco pueden traspasar el círculo. Ella finalmente llama al Viy, un nombre que hace que todos los demonios tiemblen de miedo. Un gran monstruo emerge, y ordena que le quiten sus enormes párpados de delante de los ojos. Khoma se da cuenta de que no puede mirar este demonio o está perdido, pero finalmente no puede evitar hacerlo. El Viy es capaz de ver a Khoma, y lo señala, permitiendo que todos los demonios se abalancen sobre él y lo golpeen pero cuando el gallo canta una vez más, todos los demonios huyen, dejando a Khoma tendido inmóvil en el suelo. La chica se vuelve a convertir en una mujer vieja y se acuesta en el ataúd, el cual instantáneamente se desmorona. El rector entra en la capilla y al ver semejante escena, sale corriendo para avisar a los demás.
La última escena muestra a los dos amigos de Khoma en el seminario, pintando algunas paredes. Uno ofrece beber en memoria del desafortunado Khoma, mientras el otro duda que Khoma esté realmente muerto.

## Reparto
- Leonid Kuravlyov como Khoma Brutus, el filósofo
- Natalia Varley como la joven Pannochka (con la voz de Klara Rumyanova)[3]
- Alexei Glazyrin como el rico terrateniente cosaco
- Vadim Zakharchenko como Chalava, el teólogo
- Nikolai Kutuzov como la vieja bruja
- Pyotr Vesklyarov como Rector/Dorosz
- Dmitri Kapka como Owierko
- Vladimir Salnikov como Tibery Gorobets, el retórico
- Stepan Shkurat como Jawtuch
- Georgy Sochevko como Stepan
- Nikolai Yakovchenko como Espíritu

## Producción
Las escenas con la bruja en la capilla y la aparición final de la barahúnda infernal y el Viy, destacan por sus efectos especiales prácticos. Los directores pudieron evitar las restricciones al tema, despreciado por el realismo soviético, utilizando lo que se consideraba un "cuento popular".

## Recepción
Janneke Parrish de The Focus Pull Journal dio a la película un índice de 6.0/10, criticando algunos de los efectos especiales como "ridículamente malos" y escribiendo que la mayor debilidad de "la película radica en cómo malgasta su tensión cuidadosamente construida." Concluye: "es una mirada interesante al cine soviético y cómo se puede hacer una película en un entorno de censura y control. Viy, al final, es más interesante como reliquia que como película en sí misma, aunque tiene sus momentos, y ciertamente tiene estilo."
Richard Gilliam de AllMovie dio a la película cuatro de cinco estrellas, elogiando el diseño de producción, el ritmo, y la actuación de Kuravlyov. En su libro 1001 Películas que tienes que ver antes de que morir, Steven Jay Schneider se refiere a la película como "una película colorida, entretenida, y genuinamente aterradora de demonios y brujería que cuenta con un notable trabajo de efectos especiales del maestro de la fantasía cinematográfica en Rusia, Aleksandr Ptushko." Anne Billson escribió en Sight & Sound que "Gracias a los efectos que trascienden las limitaciones de su tiempo, las extrañas ocurrencias de 'Viy' todavía pueden generar un escalofrío" y que "esta presentación exquisita es una joya para el aficionado al folclore de terror y los cuentos de hadas oscuros." Martin Unsworth de Starburst dio a la película una calificación de cinco estrellas, declarando que lo que "hace a Viy tan especial no es tanto la dirección de Konstantin Ershov y Georgiy Kropachyov sino los efectos creados por Aleksandr Ptushko junto con la fotografía de Viktor Pishchalnikov y Fyodor Provorov. Hay momentos aterradores al principio que destacan, especialmente la escena transgresora que implica a la vieja bruja (interpretada por el actor Nikolai Kutuzov), que es material  de pesadillas. Sin embargo, la película obtiene su estatus clásico gracias a un bombardeo de efectos de cámara, ángulos de cámara desenfadados, y una creciente sensación de pavor que explota con un asalto de personajes extraños y de pesadilla."

## Formato doméstico
La película fue lanzada en DVD el 21 de agosto de 2001 por Image Entertainment. Hanzibar Films la relanzó en DVD el 28 de marzo de 2005. Severin Films lanzó la película en Blu-ray en 2019.

## Remake
Una versión moderna protagonizada por Jason Flemyng se estrenó en 2014.